# NHK陸中小国テレビ中継局
NHK陸中小国テレビ中継局（エヌエイチケイりくちゅうおぐにテレビちゅうけいきょく）は、岩手県宮古市の旧下閉伊郡川井村域に置かれていたNHK盛岡放送局のテレビ中継局である。

## 概要
- 当中継局は、宮古市江繋字馬越に置かれ、該当地区などへ電波を発射している。なお、在盛民放局は当地に中継局を置いていないため、共同受信で視聴している世帯が多い。

## 中継局概要
| 放送局名          | チャンネル | 空中線電力        | ERP                | 放送対象地域 | 放送区域内世帯数 |
| NHK盛岡総合テレビ | 2ch        | 映像1W /音声250mW | 映像4.9W /音声1.2W | 岩手県       | 不明             |
| NHK盛岡教育テレビ | 12ch       | 映像1W /音声250mW | 映像4.5W /音声1.1W | 全国         | 不明             |

- 地上デジタルテレビ放送については、非該当のため、2011年（平成23年）7月24日で廃局となる予定だったが、東北地方太平洋沖地震(東日本大震災)発生を受けて、甚大な被害が出た影響から、2012年（平成24年）3月31日までアナログ放送終了が延期された。
- なお、地上デジタルテレビ放送については、2009年（平成21年）11月1日からFTTH方式による地上デジタル放送（とBSデジタル放送）のケーブルテレビサービスにより民放も含めカバーされた。ただし、近隣中継局のギャップフィラー再送信は非実施となるため、ワンセグは視聴できない。